# 金明吉
金 明吉（キム・ミョンギル、朝鮮語: 김명길、1959年3月14日 - ）は、北朝鮮外務省の外交官。

## 米朝協議担当者としての活動
2019年、ベトナム大使から巡回大使に就任。同年9月20日、朝鮮中央通信を通じて発表した談話にて、次期米朝実務者協議に自身が首席代表として参加することを表明した。
同年10月3日、スウェーデンを訪問。10月5日、ストックホルム近郊にてにスティーブン・ビーガン特別代表と8時間30分に及ぶ実務者協議を行った。協議終了後、北朝鮮側は決裂したと発表している。一方、ビーガンは、同年11月に行われたアメリカ上院の公聴会で、これまで会談してきた北朝鮮の交渉相手には十分な権限が備わっていなかったとして、金明吉の役割に限界があったことを示唆している。